# Глоговичко језеро
Глоговичко језеро је вештачко језеро које се налази код села Салаш на територији града Зајечара.
Језеро је настало преграђивањем Глоговичке реке по којој носи име и простире се на површини од једног хектара.

## Положај
Глоговичко језеро се налази на територији села Салаш у близини тромеђе са Дубочаном и Малом Јасиковом. Језеро је удаљено 2 km западно од Салаша и 26 km северно од Зајечара, а до њега се може стићи преко пута Салаш−Глоговица од кога се одваја колски пут у лошем стању који води директно до језера.

## Карактеристике
Акумулационо језеро настало је 1964. године преграђивањем Воденичке (Глоговичке) реке у сврху наводњавања обрадивих површина у власништву Пољопривредног добра „Салаш”. По називу реке акумулација је тада названа „Воденичка река” и представља настарије вештачко језеро на територији града Зајечара.
Језеро се простире на површини од 10.000 m² (1 ha) са просечном дубином од 8 m, а највећом од 12 m. Брана којом је преграђена Воденичка река висока је 14 m и дугачка 60 m. Брана језера, али и само језеро се још назива и Дубочанска брана по селу Дубочане које се налази западно од језера.
Да би се одржао висок квалитет воде акумулације Воденичке реке на њеној притоци, 1988. године изграђена је ниска брана за заустављање наноса која се више пута показала оправданом.
Вода језера је тамнозелена, благо замућена и богата ситнијом рибом. Нема уређену плажу, па га купачи ретко посећују, али га риболовци радо посећују јер је богато ситнијом рибом али и због ретке посећености и природе.